# Bataillon supplétif tonkinois
Le bataillon supplétif tonkinois (BST) est une unité militaire des troupes françaises en Chine en garnison à Shanghai de 1943 à 1945. Créé à partir des policiers vietnamiens de la police française de Changaï dissoute, il fait face pendant la Seconde Guerre mondiale aux forces de l'empire du Japon qui occupent alors la Chine.

## Historique

### Création

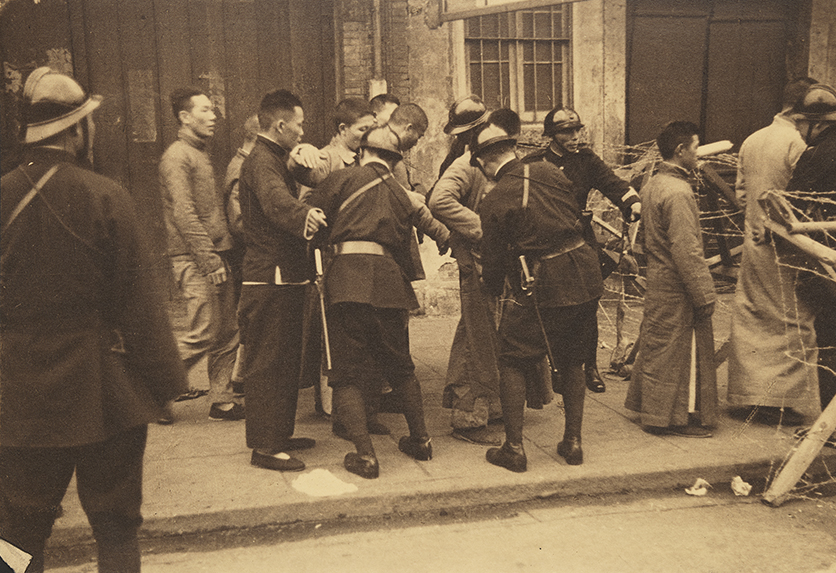
Agents indochinois de la police française, fouillant des réfugiés chinois en 1937.

Le bataillon supplétif tonkinois est créé le 1er août 1943 après la dissolution de police française de Shanghai consécutive à la rétrocession en juillet 1943 de la concession française de Shanghai au gouvernement chinois de Nankin, vassal des Japonais. La police de la concession française, très militarisée, perd alors sa raison d'être. Isolées, les autorités françaises en Chine ne peuvent organiser le retour des 948 policiers d'origine indochinoise et les affectent, en même temps que leurs officiers français, dans une unité militaire pour ne pas en perdre le contrôle,.

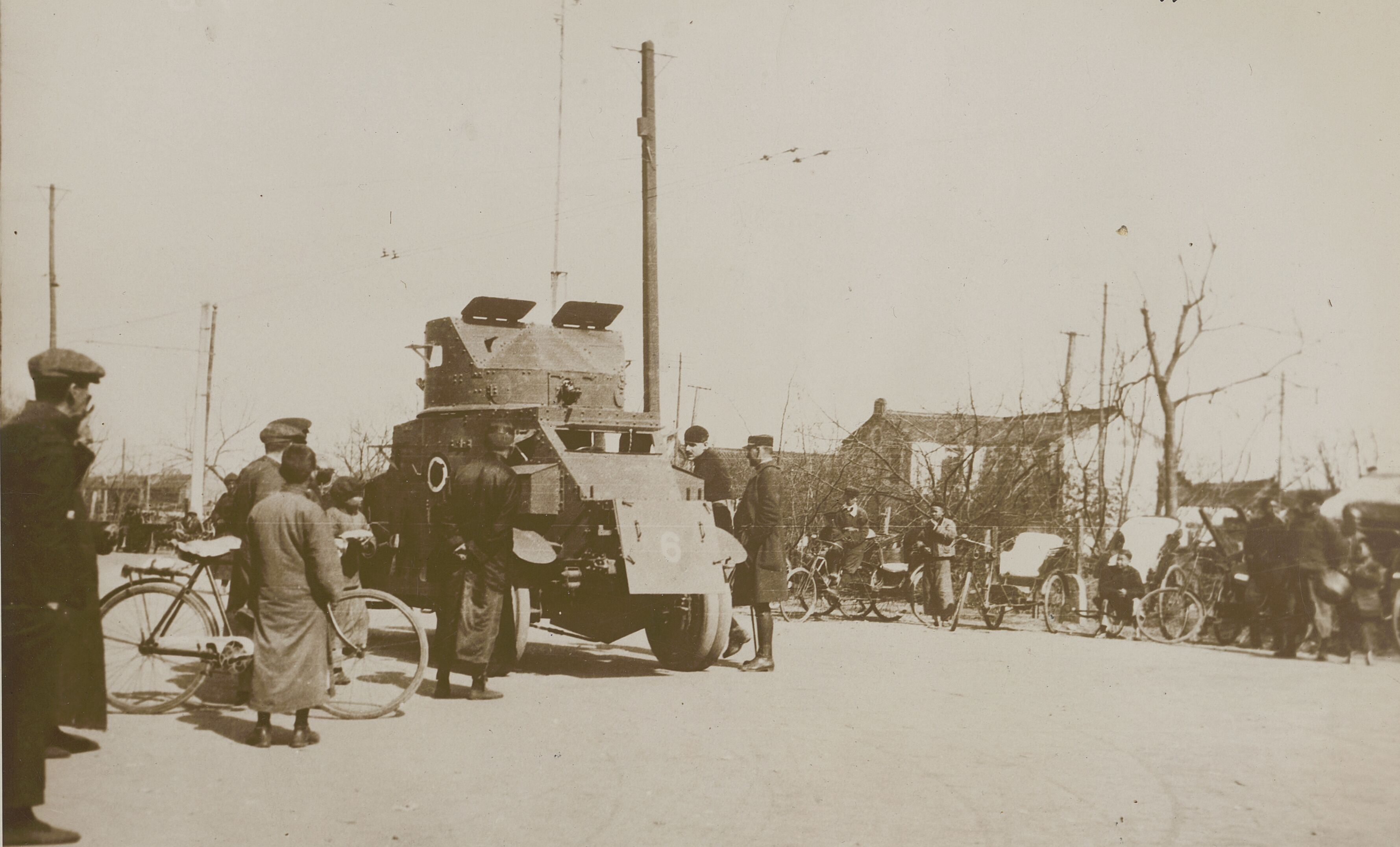
Le bataillon récupère les automitrailleuses de la police (ici une White TBC photographiée en 1930).

Le BST est installé dans les bâtiments de l'Institut technique franco-chinois (31° 12′ 49″ N, 121° 27′ 41″ E). Il compte quatre compagnies de fusiliers-voltigeurs, une compagnie de mitrailleuses et d'engins, un escadron d'automitrailleuses (White TBC et modèle spécifique à la concession) et une section hors-rang. L'ensemble n'a qu'une valeur militaire limitée.

### Mutinerie

Le drapeau du Vietnam en 1945, arboré par les supplétifs mutinés.

Après le coup de force japonais du 9 mars 1945 en Indochine, le BST est désarmé par les Japonais. Travaillés par les propagandes japonaises et nationalistes vietnamiennes, 365 à 368 des Vietnamiens du bataillon se mutinent le 18 mai contre leurs officiers,. Ils se retranchent dans l'Institut et arborent le drapeau rouge et jaune du Vietnam indépendant,. Certains rejoignent ensuite les rangs japonais, les autres continuant de protester en refusant d'obéir aux ordres tout en demandant que les Français règlent leurs soldes.
Devenu inutile, le BST est dissous le 1er août 1945. Les Vietnamiens, y compris les protestataires, ne sont rapatriés qu'en 1946.

## Insigne
L'insigne, fabriqué localement, montre une tête de tigre (référence à l'Indochine) inscrite dans une roue dentée (référence à la motorisation partielle du BST).
Une variante existe en taille réduite pour être portée sur la tenue de soirée des officiers dans les réceptions mondaines entre personnels étrangers des concessions.